# Robert Beale
Robert Hughes Beale, Rufname auch Bob oder Bobby, (* 8. Januar 1884 in Maidstone; † 5. Oktober 1950 in Dymchurch) war ein englischer Fußballtorhüter.

## Karriere
Robert Beale wurde 1884 in Maidstone als Sohn eines Stadtrats geboren. Im Sommer 1905 kam der talentierte Torhüter von Maidstone United zu Brighton & Hove Albion in die Southern League, absolvierte dort aber hinter Mark Mellors und Hugh MacDonald nur wenige Einsätze. Nach drei Jahren wechselte er im Mai 1908 zum Ligakonkurrenten Norwich City, bei dem er mit seiner abgeklärten Spielweise bald Stammtorhüter wurde. Mit einer Ruhe und Gelassenheit, die sich auch auf seine Mannschaftskameraden übertrug, absolvierte er insgesamt 105 Einsätze in der Southern League.
Nachdem Erstligist Manchester United im Mai 1912 seine beiden bisherigen Torhüter Hugh Edmonds und Harry Moger auf die Transferliste setzte, fand man für £275 Ablöse in Beale Ersatz. Bei Manchester entwickelte sich der ruhige, aufmerksame und wagemutige Torhüter zu einem der besten der englischen Eliteliga. Außerdem spielte er 1913 an der Seite von neun bisherigen oder zukünftigen englischen Nationalspielern bei einer 1:4-Niederlage für eine Ligaauswahl (Beale – Downs, Fletcher – Cuggy, Boyle, Utley – Wallace, Buchan, Halse, Woodward, Hodkinson) gegen das schottische Pendant und 1914 in einem internationalen Testspiel zwischen dem Norden und dem Rest von England.
Mit der Einstellung des Spielbetriebs der Football League im Sommer 1915 wegen des Ersten Weltkriegs endete nach 105 Einsätzen für Manchester Beales Laufbahn als Profifußballer. Die erste Kriegssaison 1915/16 spielte er für den FC Arsenal als Gastspieler in der als Ligaersatz geschaffenen London Combination; nach Kriegsende schloss er sich 1919 dem FC Gillingham an, bei dem er seinen Platz im Tor aber in der Frühphase der Saison verlor und zum Ausklang seiner Karriere 1920 zu seinem Heimatverein Maidstone United zurückkehrte. Daneben wurde Beale auch noch gelegentlich von Manchester United angefordert, um in deren Reservemannschaft auszuhelfen.